# 저혈당증
저혈당증(低血糖症, hypoglycemia, low blood sugar)은 혈액 중의 혈당 농도가 일정치 이하로 떨어져 있는 현상이다. '단 음식'을 많이 섭취하는 등의 행위로 인슐린이 과다 분비되어 혈액의 혈당치가 급격히 떨어진, '혈당이 정상인보다 낮은 상태'를 뜻한다. 자율신경 반응에 의한 증상과 대뇌기능 저하로 인한 증상을 포함하는데, 이는 공복감 및 이상감각, 진전(경련), 발작, 불안감, 발한(식은땀), 의식 혼미, 의식 소실(실신), 서툰 말투 등 행동 변화, 심계항진을 비롯한 다양한 증상으로 나타날 수 있다. 국소 신경학적 장애 및 혈압 상승, 맥박수 증가 같은 증상도 있을 수 있다. 저혈당증은 일반적으로 빠르게 발생하며, 중독 상태로 오인할 수도 있다.
저혈당증의 가장 흔한 원인은 인슐린이나 설 포닐 유레아 같은 당뇨병(diabetes mellitus, DM) 치료에 사용되는 약물이다. 평소보다 적게 섭취하거나, 평소보다 많이 운동을 하거나, 술을 마신 당뇨병 환자가 더 위험하다. 저혈당의 다른 원인으로는 신부전, 인슐린 종양, 간 질환, 갑상샘 기능 저하증, 기아, 신생아 선천성 대사 장애, 심한 감염, 반응성 저혈당증 및 알코올을 포함한 여러 약물 등의 특정 종양이 있다. 몇 시간 동안 먹지 않은 건강한 아기의 경우 낮은 혈당이 발생할 수 있다.
저혈당을 정의하는 포도당 수치는 다양하다. 3.9 mmol / L (70 mg / dL) 미만의 당뇨병 환자는 진단이 가능하다. 당뇨병이 없는 성인의 경우 저혈당과 관련된 증상, 증상이있을 때의 낮은 혈당, 혈당이 정상 상태로 회복 될 때 개선이 진단된다. 그렇지 않으면 식사를 하지 않거나 운동을 한 후에 2.8 mmol / L (50 mg / dL) 미만의 수준이 사용될 수 있다. 신생아에서 증상이있는 경우 2.2 mmol / L (40 mg / dL) 이하 또는 3.3 mmol / L (60 mg / dL) 미만의 수준은 저혈당증을 나타낸다. 그 원인을 밝혀내는 데 유용한 다른 검사에는 혈중 인슐린과 C 펩타이드 수준이 포함된다. 고혈당증은 정반대이다.
당뇨병이 있는 사람들은 먹은 음식과 운동량 및 사용된 약물을 대조하여 예방한다. 사람들이 혈당이 낮다고 느끼면 포도당 모니터로 검사하는 것이 좋다. 어떤 사람들에게는 저혈당증의 초기 증상이 거의 없으므로 가능한 정기적인 검사가 권장된다. 저혈당의 치료는 단순한 당분이 많은 음식을 섭취하거나 포도당을 복용하는 것이다. 사람이 입으로 음식을 섭취 할 수 없으면 글루카곤을 주사하는 것이 도움이 될 수 있다. 당뇨병과 무관한 저혈당의 치료는 근본적인 문제와 건강한 식단을 치료하는 것을 포함한다. "저혈당"이라는 용어는 종종 식이 후 혈당 수치가 정상인 식후 증상과 비슷한, 논쟁의 여지가 있는 특발성 식후 증후군을 가리키는 데 부정확하게 사용된다.

## 같이 보기
- 글리코겐 저장질환